# Canon EOS 650D
La Canon EOS 650D è una fotocamera reflex digitale (DSLR) da 18 megapixel prodotta da Canon, annunciata l'8 giugno 2012 e messa in commercio a partire dalla fine dello stesso mese. Ha sostituito la 600D. È nota come EOS Kiss X6 nel mercato giapponese e EOS Rebel T4i negli USA e in Canada.

## Novità introdotte
Le caratteristiche tecniche della macchina sono molto simili al precedente modello Canon EOS 600D anche se Canon ha introdotto alcune novità, come:
- maggior velocità di scatto (5 fps contro i 3,7 della 600D);
- processore dell'immagine DIGIC 5;
- lo schermo LCD orientabile da 3' adesso integra la funzione touch screen (tecnologia capacitiva), sia per navigare tra i menu, sia per effettuare zoom;
- messa a fuoco continua durante la registrazione dei video in HD con tutti gli obiettivi (ma solo con i nuovi obiettivi STM si avrà un movimento più fluido e silenzioso);
- sensibilità ISO 100-12800 (contro i 100-6400 della 600D);
- funzione HDR, che consente di scattare tre foto con diversi valori di esposizione che la macchina poi elaborara fornendo un'unica immagine il più vicina alla situazione reale;
- doppio sistema di autofocus: oltre al classico 9 punti a croce, se ne aggiunge uno a rilevazione di fase integrato nel sensore.

## Versioni previste al lancio
La EOS 650D è disponibile nei vari mercati in tre kit:
- kit base comprendente il solo corpo macchina;
- kit con corpo macchina + obiettivo 18-55mm f/3.5-5.6 IS II;
- kit con corpo macchina + obiettivo 18-135mm f/3.5-5.6 IS STM.